# Poire
Pour les articles homonymes, voir Poire (homonymie).

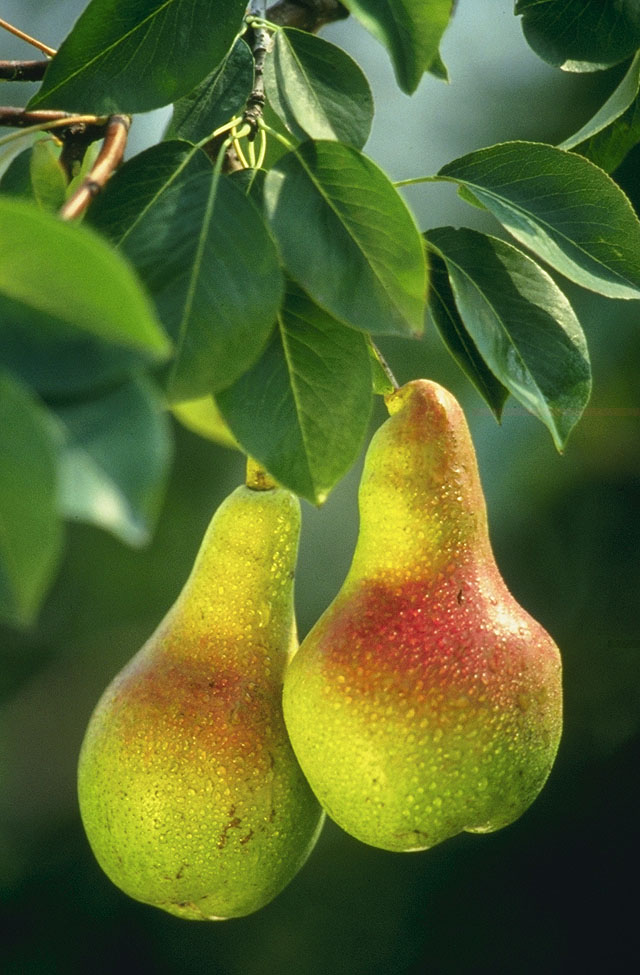
Poires d'un poirier commun
(Pyrus communis).

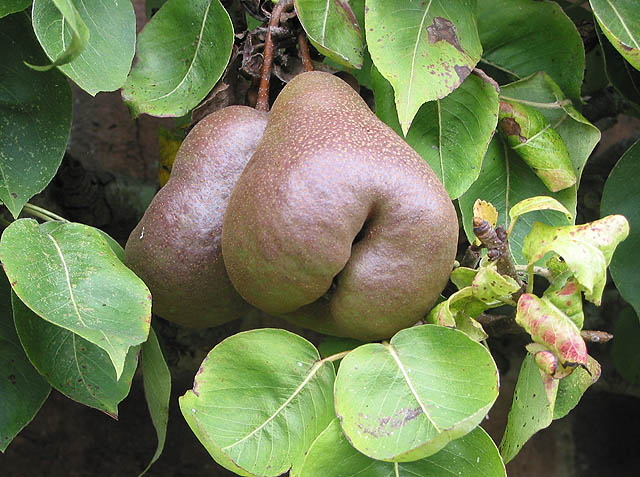
Poire noire de Worcester.

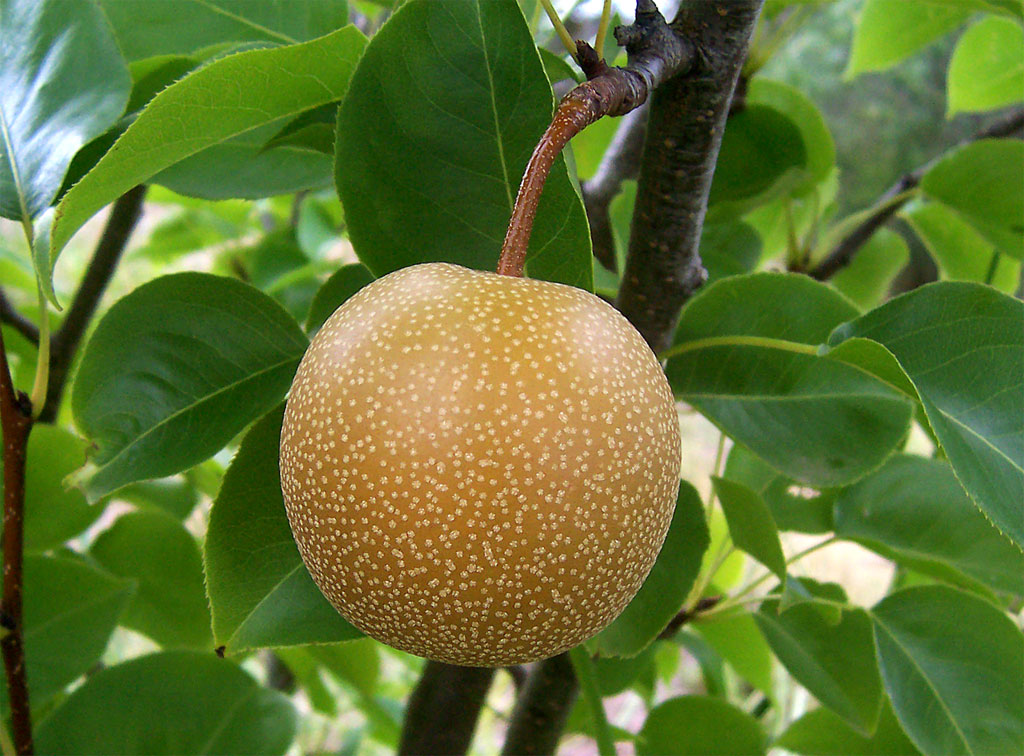
Poire japonaise, nashi 'Kumol'.

La poire est le fruit à pépins comestible au goût doux et sucré, produit par le poirier commun (Pyrus communis L.), arbre de la famille des Rosaceae. 
Le terme de « poire » désigne aussi par extension le fruit de tout arbre du genre Pyrus. Parmi les 68 espèces de Pyrus (The Plant List, 2019), assez peu sont cultivées pour leurs fruits comestibles. En dehors du poirier commun européen, cinq espèces asiatiques de poiriers sauvages auraient donné des cultivars : les trois espèces principales habituellement citées sont Pyrus pyrifolia, Pyrus bretschneideri et Pyrus ussuriensis,, alors que les cultivars secondaires viendraient de Pyrus sinkiangensis Y.T. Yu, la poire du Xinjiang,, Pyrus x phaeocarpa et Pyrus pashia,  poirier cultivé en Inde du Nord, Népal, Thaïlande, Vietnam, et Chine méridionale (Yunnan).
Nous adoptons la terminologie des chercheurs, qui dénomment « poires européennes » les fruits issus des cultivars de Pyrus communis et « poires asiatiques » les fruits produits par des cultivars issus d'ancêtres sauvages asiatiques, notamment Pyrus pyrifolia, Pyrus bretschneideri et Pyrus ussuriensis.
Il existe plusieurs milliers de variétés cultivées de poiriers. Le premier pays producteur mondial est la Chine, qui a produit 16,5 millions de tonnes de poires asiatiques en 2017.
L'Union européenne, avec 2,5 millions de tonnes de poires européennes, vient en seconde position. En France, la poire commune est le sixième fruit le plus consommé. De forme caractéristique oblongue et ventrue à sa base, la poire européenne est généralement de couleur verte, jaune, rousse ou rouge, la très ancienne poire de Worcester étant d’un brun très foncé qui lui vaut son nom de « poire noire ». Les poires asiatiques sont souvent jaune blanchâtre et de forme subglobuleuse.
La poire européenne se consomme le plus souvent à maturité, crue, cuite ou séchée, son jus étant utilisé tel quel et sous la forme fermentée d'un cidre nommé poiré. En Asie orientale, notamment en Chine, Japon et Corée, les poires sont utilisées comme remède populaire traditionnel pour soulager l'alcoolisme, la constipation et la toux.

## Étymologie
Son nom est issu du bas latin pira, neutre pluriel, pris pour un féminin singulier (latin classique pĭrum), de même sens. L'ancien français était peire, pere resté dans les dialectes de l'ouest de la France (cf. normand pei[re]). En occitan, son nom est pera (pero) de même origine, italien pera, espagnol pera qui remontent également au latin populaire. Les langues germaniques ont emprunté l'étymon du latin vulgaire : anglais pear (renforcé par le normand), néerlandais peer, allemand Birne, forme tardive et altérée du Sud de l'Allemagne. Le mot celtique est aussi un emprunt au latin : breton per(enn), gallois peren, irlandais piorra. Le terme latin est d'origine inconnue.
En chinois le caractère 梨 lí désigne la « poire » (ou le « poirier»). Les premières occurrences se rencontrent durant la période des Royaumes combattants (-475 ; -221), dans les textes confuciens comme le Classique des rites Liji ou taoïstes (Zhuangzi), etc. Le premier dictionnaire de caractère Shuowen Jiezi, rédigé au IIe siècle, indique « nom de fruit, formé de la clé mu 木 « arbre » et de la partie phonétique li 𥝤. Ce dictionnaire donne aussi l'écriture de style sigillaire (sur sceau) mais des formes plus anciennes d'écriture ossécaille (jiaguwen) ou d'écriture sur bronze ne sont pas connues.

## Botanique

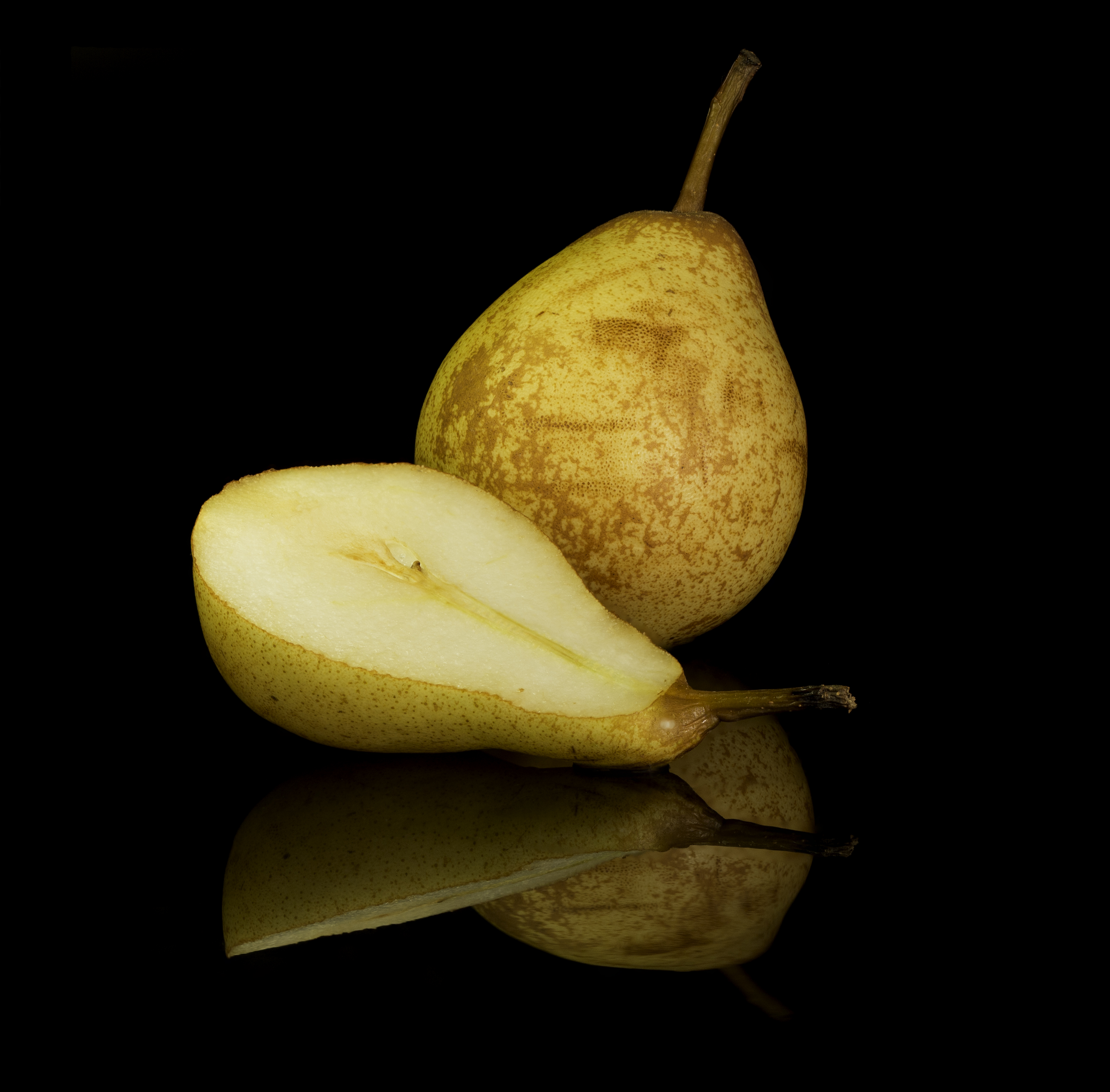
Poire européenne, oblongue, chair tendre
Pyrus communis.

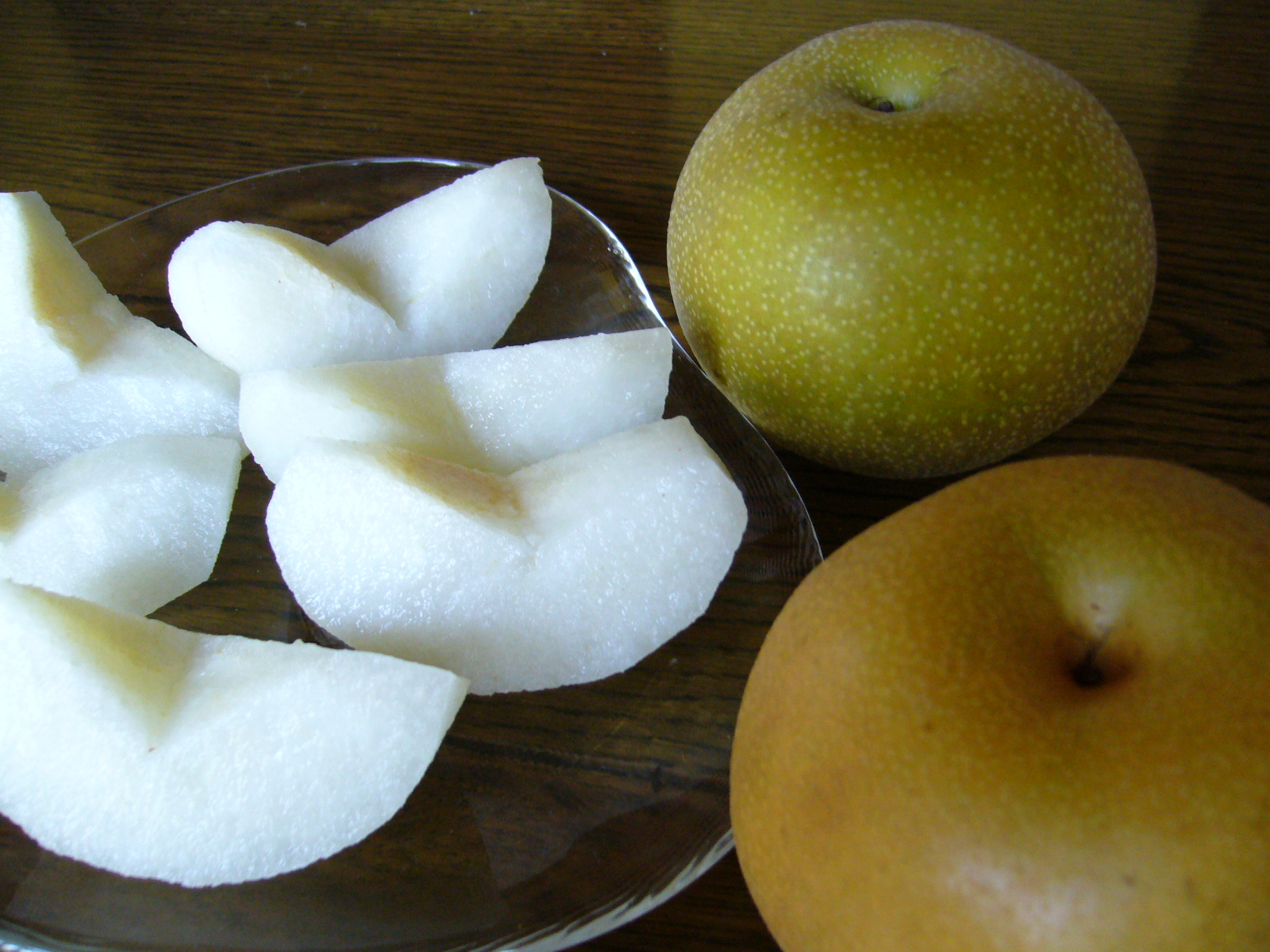
Poire japonaise nashi
sphérique, chair croquante.

Les poires cultivées dans le monde sont traditionnellement divisées en deux grands types géographiques, les poires européennes à chair tendre (P. communis L.) et les poires asiatiques à chair croquante (un peu comme les pommes), avec une différenciation génétique de haut niveau entre elles.
Le poirier européen Pyrus communis, est la seule espèce cultivée à grande échelle en Europe, Amérique du Nord et du Sud, Afrique et Australie. La culture commerciale des cultivars des poiriers asiatiques se pratique en Chine, Japon et Corée.

### Description
Le fruit est pomacé, c'est-à-dire qu'il comporte à la fois une partie vrai-fruit (dérivant de l'ovaire) et une partie faux-fruit (liée à une croissance du réceptacle ou conceptacle ou piridion). Le vrai-fruit constitue ce qu'on appelle le trognon, tandis que la partie comestible dérive du réceptacle.

### Maturité
Selon les latitudes la récolte des poires se fait dans les 6 mois de raccourcissement du jour (juin à décembre dans l'hémisphère nord). Les poires tardives ont été sélectionnées pour se conserver et donner des fruits crus d'hiver.
La poire est un fruit climactérique, autrement dit son mûrissement se poursuit après sa récolte ; il peut être lent en ambiance fraîche et sombre. Contrairement aux poires à cuire qui se récoltent toujours avant maturité, la récolte des poires de table de pleine saison se fait à maturité. Les poires d'hiver se récoltent aussi avant maturité.
Jean-Baptiste de La Quintinie (1626; 1688), créateur du Potager du roi à Versailles, expert en arboriculture,  écrit : « en matière de fruits l'expérience nous apprend trois choses : pour les fruits d'été, ils doivent être cueillis à mesure qu'ils sont mûrs… Un poirier donne pendant dix ou douze jours et ne passe jamais guère cela ».
On reconnaît une poire mûre si elle cède de l'arbre quand la main lui donne une rotation de 90° (« règle du quart d'heure »).
Sur les qualités d'une bonne poire de table mûre, La Quintinie poursuit : « J'aime en premier lieu celles qui ont la chair beurrée, tout au moins tendre et délicate, avec une eau douce, sucrée et de bon goût, et surtout quand il s'y rencontre un peu de parfum… en second lieu, à défaut de ces premières, j'aime celle qui ont la chair cassante avec une eau douce et sucrée et quelquefois un peu de parfum… en troisième lieu je fais véritablement cas de celles qui ont un assez grand parfum, mais dont la chair n'est pas extrêmement dure, pierreuse, et pleine de marc… ».

## Les cultivars européens

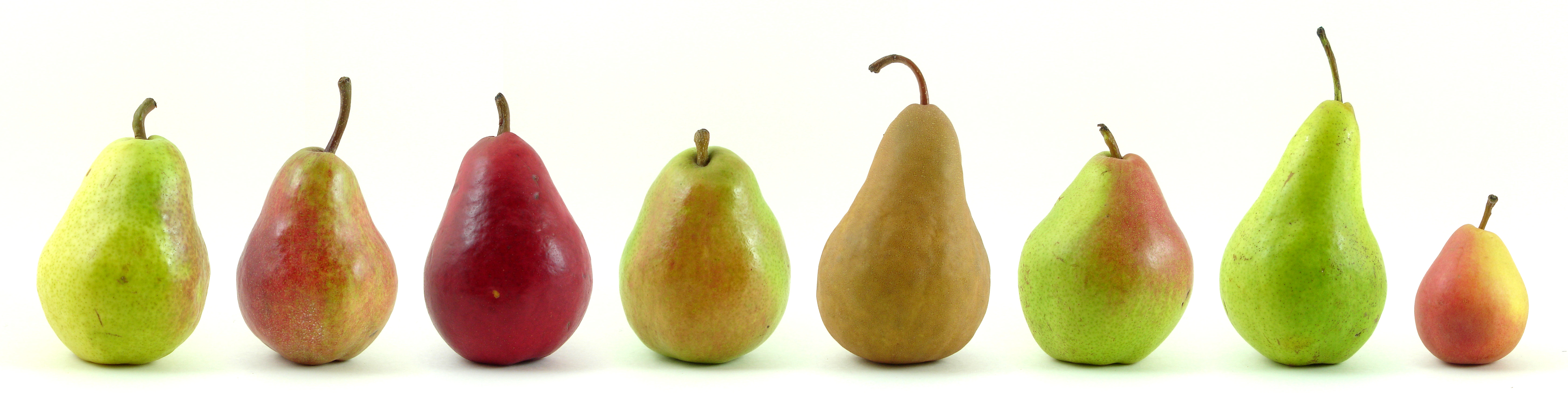
Différentes variétés de poires, de gauche à droite :
1 - Williams ; 2 - Louise bonne ; 3 - Red Williams ; 4 - D'Anjou ; 5 - Bosc (bio) ; 6 - Comice ; 7 - Concorde ; 8 - Seckel.

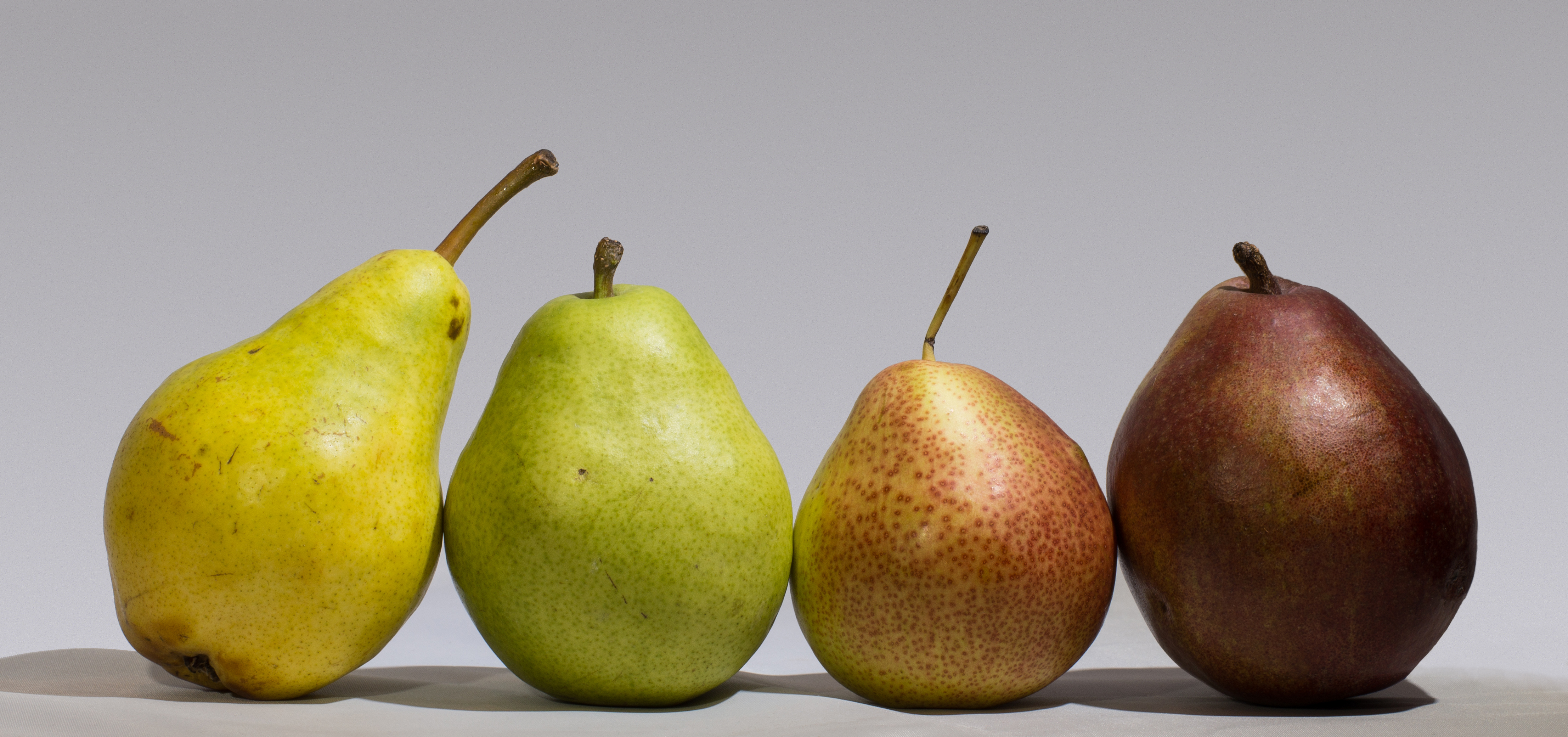
De gauche à droite :
1 - Williams verte 2 - Anjou 3 - Forelle 4 - Williams rouge.

Les poiriers sont très hétérozygotes en raison de leur auto-incompatibilité et de leur compatibilité interspécifique. Il existe plus de deux mille variétés de poires européennes, partagées selon leur usage entre poires de bouche (à manger telles quelles, crues) et poires à cuire ou à fermenter. 
Les poires de table sont regroupées sous des appellations génériques telles que Beurré (chair fondante), Bon-Chrétien ou poire bergamote. On les classe actuellement par période de maturation.

### Poires d'été
- Belle épine du Mas
- Beurré Giffard
- Bon-Chrétien Williams (France, 1500 – aussi appelée Williams ou Bartlett), issu d'un semi de hasard, donnant des fruits d'un arôme incomparable. C'est la variété la plus cultivée aux États-Unis.
- Pérouille
- Docteur Jules Guyot ou Guyot
- Poire Sénateur Vaïsse
- Beurré Chaboceau

### Poires d'automne
- Abbé Fétel ou Abate

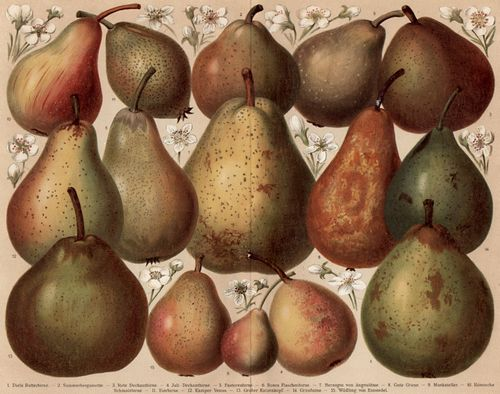
D'autres variétés.

- Alexandrine Douillard ou Poire Douillard
- Beurré de Ramegnies
- Beurré Hardy, obtenue à partir d'un semis à Boulogne-sur-mer, globuleuse, chair blanche, fondante, très cultivée en Ile-de-France
- Concorde
- Conférence, 1885, obtenue au Royaume-Uni, poire très allongée, légèrement courbe, chair blanc jaunâtre, très juteuse
- Curé ou Belle ou Curette
- Doyenné du Comice ou Comice, obtenue en 1849 dans le verger du Comice agricole d'Angers, globuleuse, à peau jaune paille, chair blanche, fondante
- Gris de Chin
- Louise bonne d'Avranches, obtenue à Avranches (Manche) en 1780, poire juteuse, sucrée et parfumée qui plaisait beaucoup à Louis XIV[18]. Synonyme : Bergamote d'Avranches, Bonne de Longueval, de Jersey, Beurré d'Avranches
- Mouille Bouche

### Poires d'hiver
Les poires d'hiver sont des poires de saison, se consommant en général de décembre à juin :
- Bergamote Crassane d'Hiver
- Bonne de Malines (ou Nélis d'hiver, ou Coloma d'hiver)
- Certeau d'hiver (ou Champagne d'hiver)
- Charles Ernest
- Directeur Hardy
- Gasparine
- Passe-Crassane, obtenue en 1845 à Rouen, globuleuse, à épiderme épais, à chair granuleuse, très fondante
- Angélys, obtenue par croisement de Doyenné du Comice et Passe-Crassane par l'INRA d'Angers en 2000
- Poire de fisée
- Doyenné Ramegnies
- Colmar de Chin

### Poires à cuire
- Martin Sec
- Blesson ou blosson (poire à  rissoles)
- Sarteau

## Les cultivars asiatiques
En raison de la présence de plusieurs espèces sauvages cultivées de Pyrus depuis longtemps sur le territoire chinois et d'abondantes hybridations interspécifiques, les cultivars de poiriers asiatiques ont une grande diversité génétique. Le nombre total de cultivars et variétés locales a été estimé à 3 000 en Chine. Des tentatives de regroupement des cultivars en groupes issus chacun d'une espèce sauvage (P. pyrifolia, P. bretshneideri, P. ussuriensis) ont conduit à de nombreuses difficultés, certains cultivars n'étant pas attribués au même ancêtre sauvage suivant les chercheurs, d'autre comme Yali (鸭梨) ayant une origine indéterminée.
Teng et Tanabe ont proposé en 2004 de reconsidérer l'origine des poires asiatiques en commençant par regrouper les cultivars en cinq groupes : 
- 1) les poires de l'Oussouri (qiuzi li 秋子梨), PO
- 2) les poires chinoises blanches (baili 白梨), PCB
- 3) les poires chinoises  sableuses (shali 砂梨), PCS
- 4) les poires du Xinjiang (xinjiang li 新疆梨)
- 5) les poires japonaises (nashi), PJ

Les quatre premiers groupes sont situés principalement en Chine et le dernier groupe se distribue au Japon. Le classement se base sur les caractères morphologiques des feuilles et des fruits.

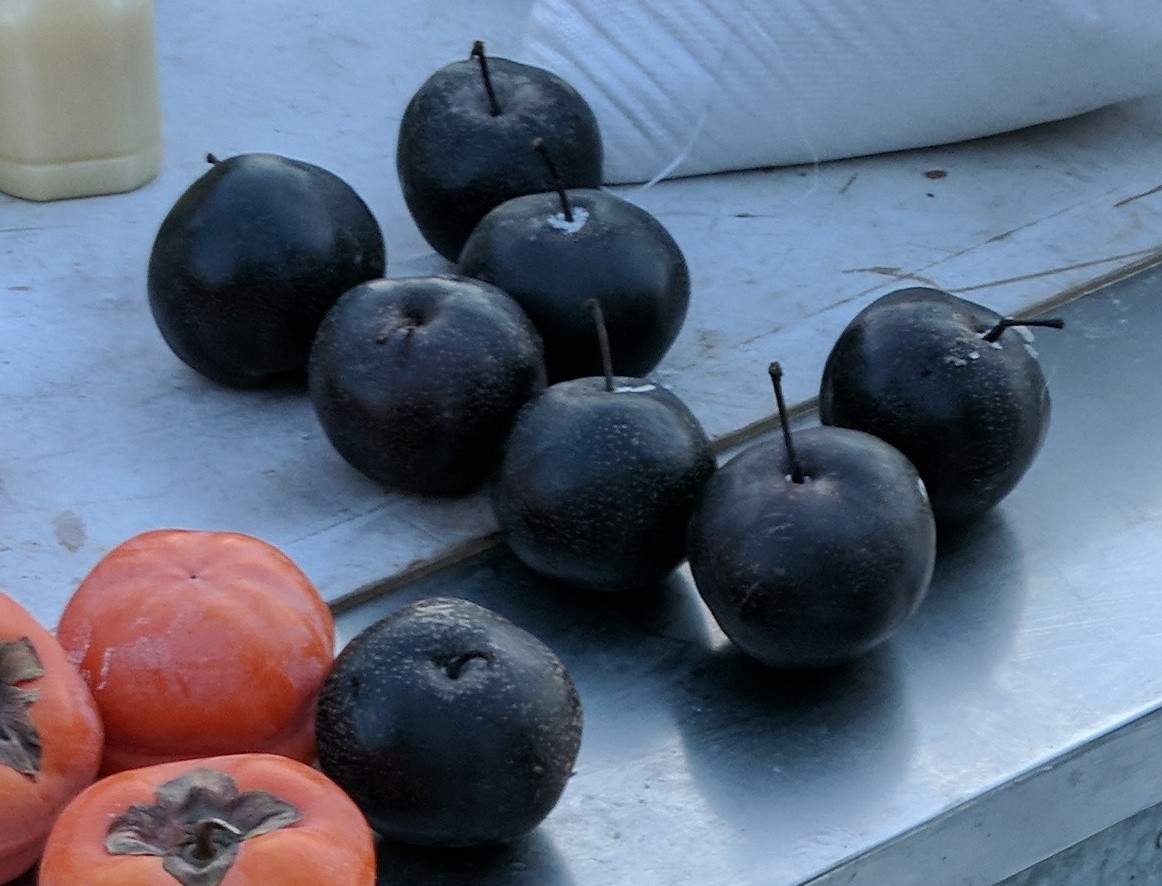
Poires gelées (noires) de l'Oussouri, forme consommée (en rouge, des kakis).
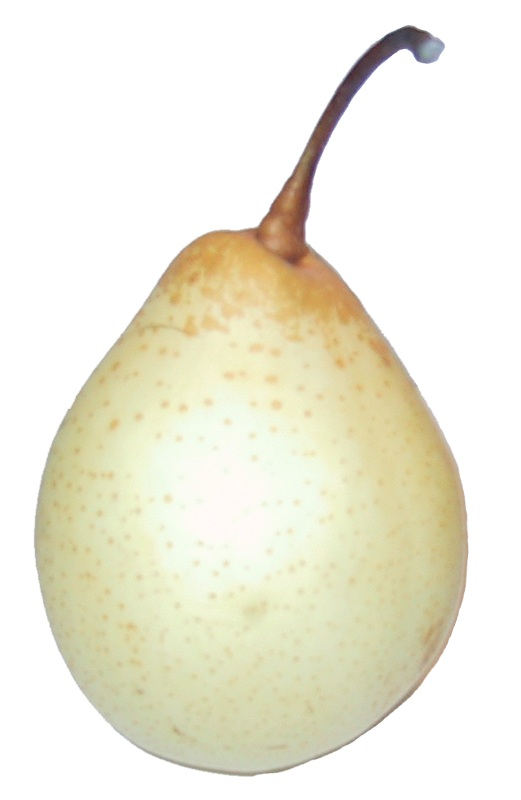
Yali 鸭梨, poire chinoise blanche ou poire blanche de l'Oussouri ?
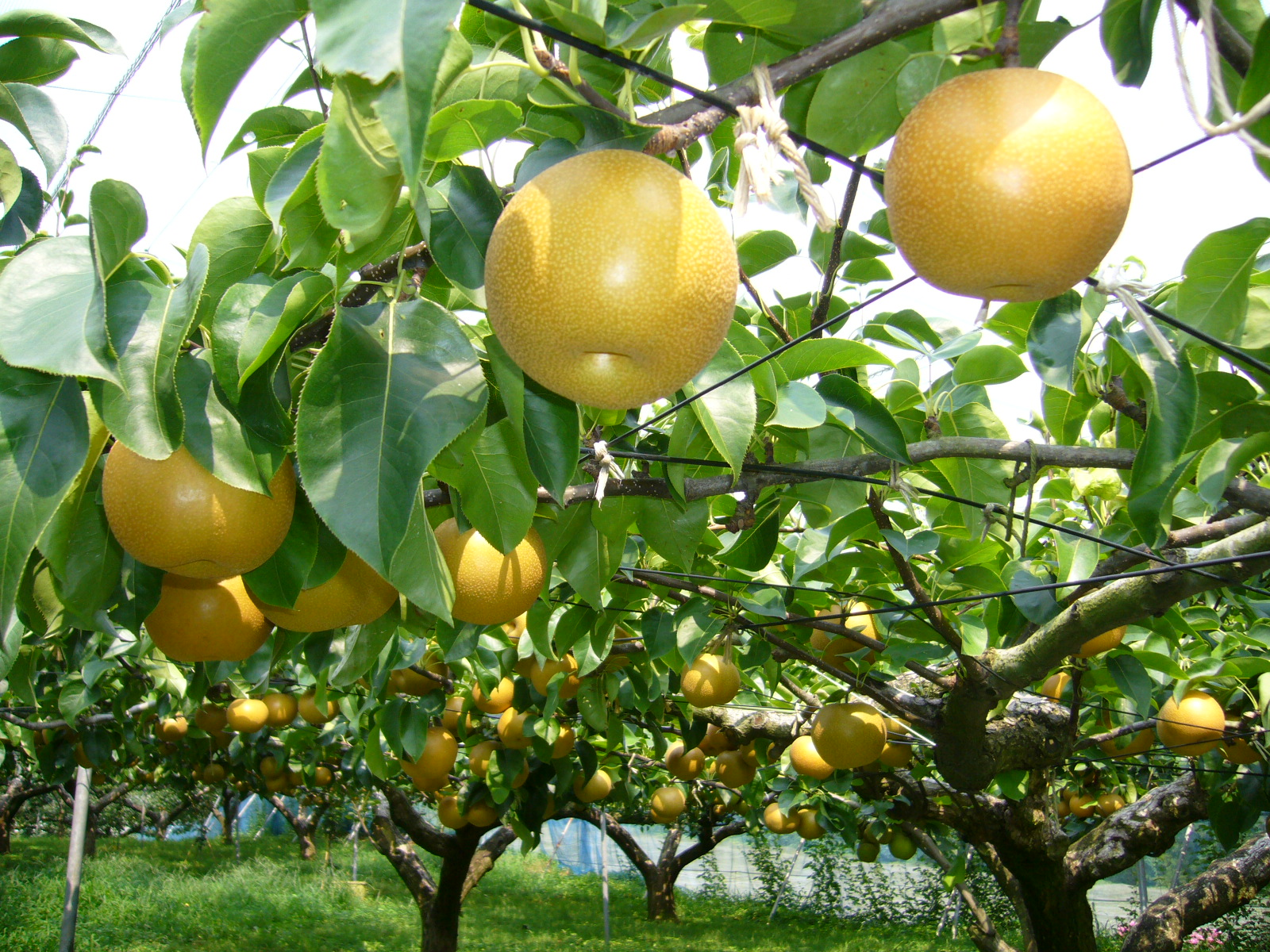
Poiriers du Japon, cultivar Hosui.

Les poiriers de l'Oussouri (PO) ont pour ancêtre sauvage Pyrus ussuriensis Maxim. Ce sont des fruitiers rustiques pouvant résister à des températures de −40 °C à −50 °C qui sont principalement cultivés au nord-est de la Chine. Ils donnent de petits fruits globuleux à la chair tendre à maturité, fort différents de la texture croquante des poires chinoises blanches, des poires chinoises sableuses et des poires japonaises. Ils ont besoin d'un processus de post-maturation pour devenir souples et comestibles comme la poire européenne. Autres cultivars : xiangshuili 香水梨, anli 安梨, suanli 酸梨, shaguoli 沙果梨, jingbaili 京白梨, yaguangli 鸭广梨[réf. souhaitée].
Les poires chinoises sableuses (PCS) sont cultivées en Chine centrale et méridionale, couvrant la zone du Fleuve bleu où poussait l'espèce sauvage Pyrus pyrifolia, aujourd'hui disparue. Le nom de « sableux » vient de la texture granuleuse, pierreuse, sableuse, de la chair autour du centre, constituant le vrai-fruit (ou trognon). Autres cultivars apparentés: xiaoxiangshanli 小香山梨, mali 麻梨, balixiang 八里香, huagai 花盖 etc.[réf. souhaitée].
Les poires chinoises blanches (PCB) sont les plus cultivées en Chine. Avec leur peau crème clair, presque blanche et leur chair croquante, juteuse et assez parfumée, elles sont les plus appréciées des Chinois. Dans la province du Hebei, on trouve la variété yali (鸭梨) « poire-canard » (le pédoncule allongé comme une tête de canard)  ainsi que mili 蜜梨, xuehuali 雪花梨, xiangyali 象牙梨, qiubaili 秋白梨 ainsi que d'autres variétés dans les provinces du Shandong et du Shanxi[réf. souhaitée]. Leur zone de culture se trouvent entre les poires de l'Oussouri au nord et les poires chinoises sableuses PCS. Les chercheurs japonais et chinois leur ont donné des origines différentes. 
Morphologiquement, les poires japonaises (PJ) sont semblables aux poires chinoises sableuses PCS. Cependant leur origine et leur relation avec les poires sableuses sont l'objet de controverses de longue date. 
Enfin les poires du Xinjiang, sont produites par un petit arbre de 6-8 m de haut, portant des fruits de 2,5 - 5 cm de diamètre, jaune-vert. Originaire du Xinjiang. Cultivée au Gansu, Qinghai, Shaanxi, elles sont cependant moins importantes sur le plan commercial que les autres.  
Pour progresser dans l'élucidation de l'origine des cultivars asiatiques, les chercheurs ont recours depuis le début des années 2000 à des analyses génétiques. En 2018, Yue et al., ont utilisé des marqueurs microsatellites et des régions de l'ADN chloroplastique pour étudier la diversité des poires asiatiques en s'appuyant sur 441 accessions de poires de régions géographiques différentes à travers la Chine et le Japon. Ils ont basé leur analyse sur les poiriers d'Asie ayant une importance commerciale à savoir les quatre cultivars de poires chinoises blanches (PCB), de poires chinoises sableuses (PCS), les poires de l'Oussouri (PO) et les poires japonaises (JP) (le groupe des cultivars des poiriers du Xinjiang ne sont pas pris en compte). 
Les analyses génétiques des populations géographiques ont révélé que les niveaux de diversité génétique dans les populations au sud du fleuve Yangtsé (cultivars PCS) étaient généralement plus élevées que celles des populations au nord  du fleuve Yangtsé (PCB) et des poiriers japonais (PJ).

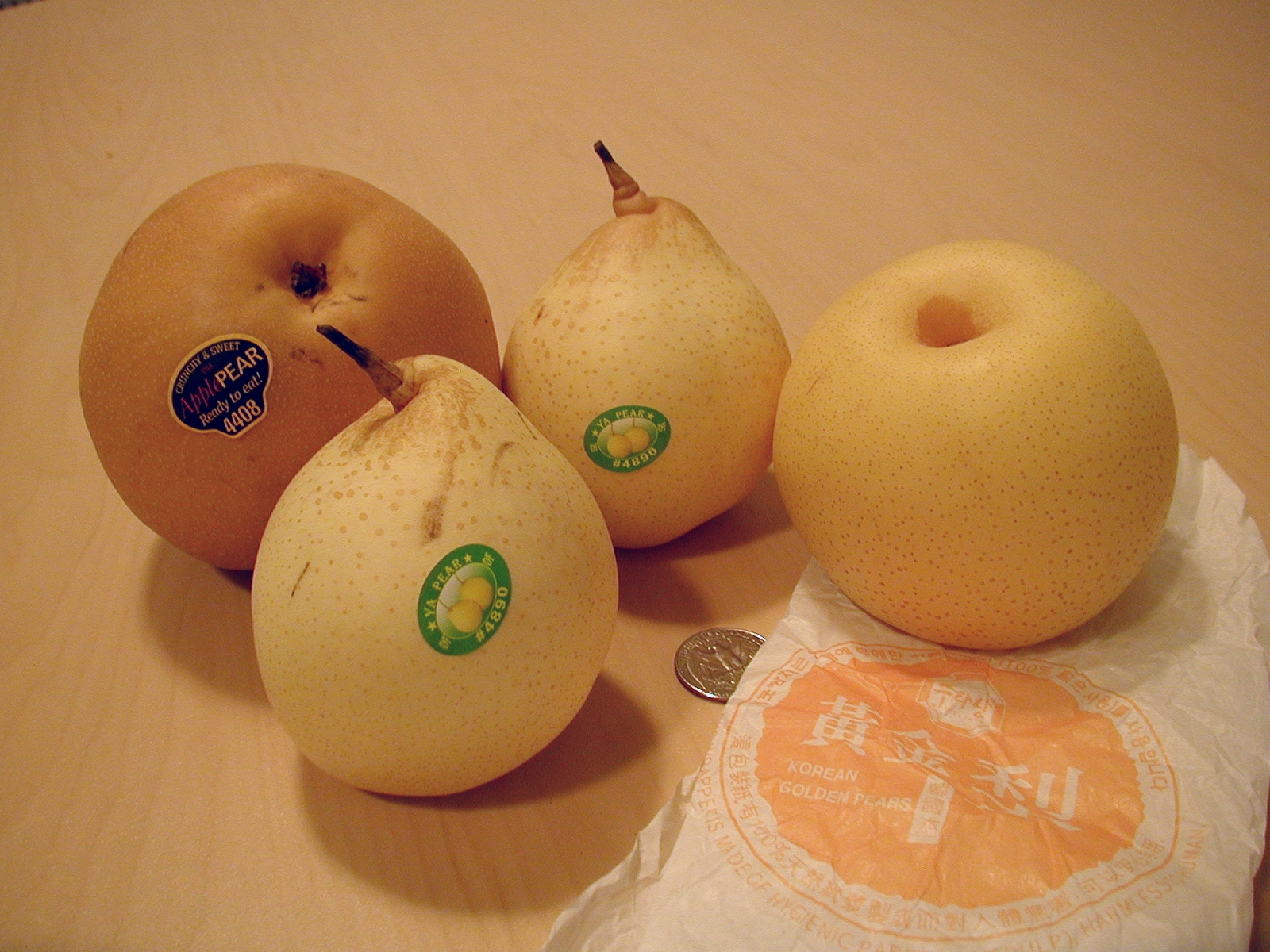
Pyrus pyrifolia 'Shinko' (gauche),
Yali, poire chinoise blanche (centre),
P. pyrifolia, 'Whangkeum' (droite).

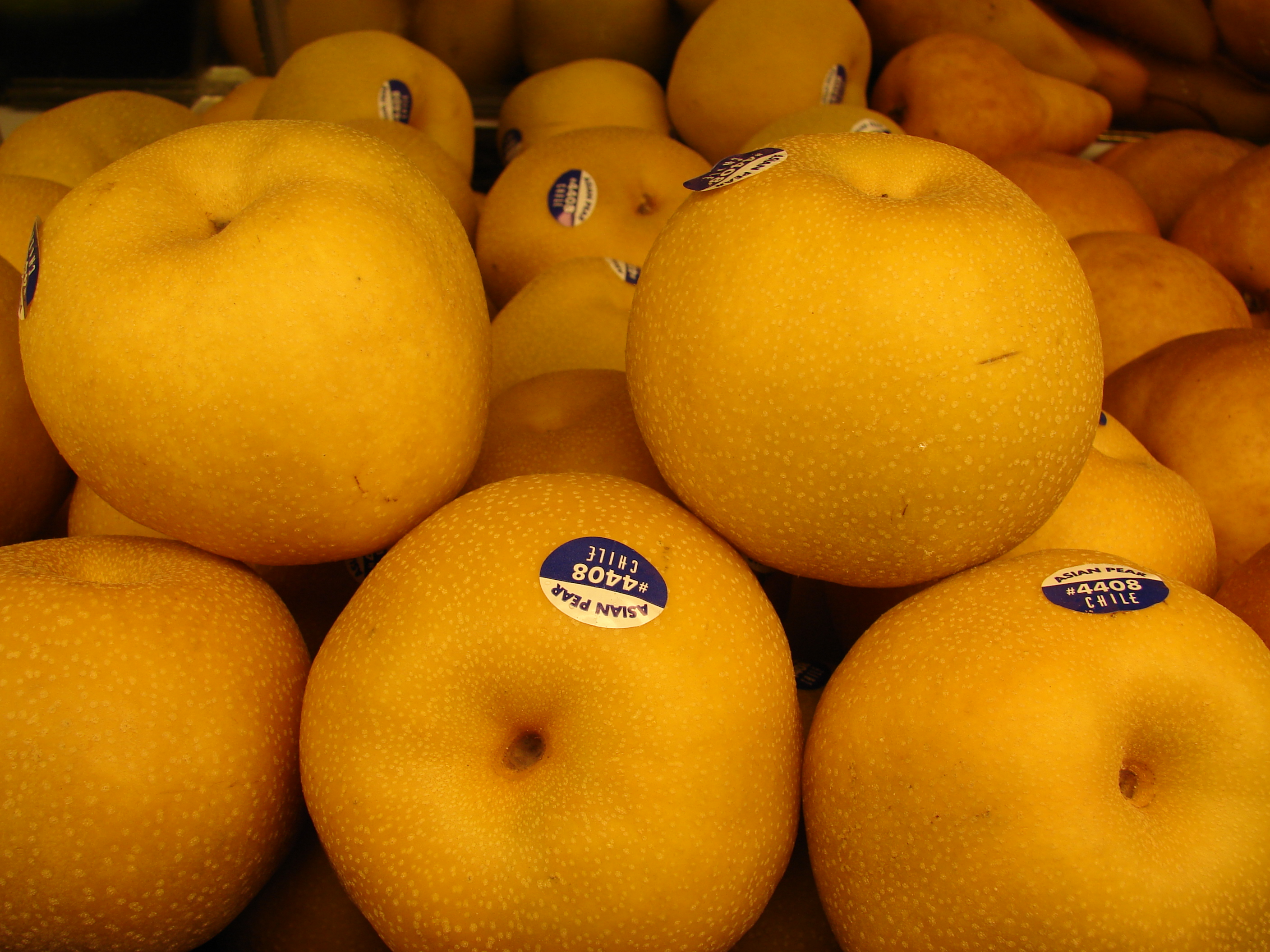
Pyrus pyrifolia var culta.

Le groupe japonais PJ partage une certaine identité avec les cultivars de poiriers chinois des provinces côtières du Zhejiang et du Fujian. En effet, le groupe d'assignation génétique K-4.1 (pour les nSSR, microsatellites) contient presque tous les génotypes JP et trois cultivars du Zhejiang et un du Fujian. En raison des affinités génétiques des PJ avec les cultivars de poires de Zhejiang, basées sur de multiples marqueurs d'ADN, les chercheurs ont proposé que cette province chinoise soit à l'origine des cultivars des poires japonaises PJ.
D'après leurs analyses phylogéographiques, les trois groupes de poires asiatiques principaux (PCS, PCB, PJ) dérivent d'un même progéniteur de Pyrus pyrifolia sauvage en Chine, arbre à gros fruits, ayant cinq carpelles et une peau rousse, jaune ou vert, lisse. Cependant, aucune population de P. pyrifolia sauvage n'existe encore en Chine ou au Japon, résultant probablement de la destruction de l'habitat et de la surexploitation des terres. Une voie de dissémination des P. pyrifolia cultivés a suggéré que ce cultivar de la vallée du milieu du Yangtsé a contribué aux principales ressources génétiques des cultivars, à l'exception de celles du Sud-Ouest de la Chine.
L'ancienne attribution des poires blanches de Chine (PCB) à P. x bretschneideri Rehder qui avait été rejetée par de nombreux chercheurs en raison des différences morphologiques voit ce rejet confirmer par des considérations génétiques.
En ce qui concerne les poires de l'Oussouri, PO, elles sont généralement considérées comme dérivées des P. ussuriensis sauvages du nord-est de la Chine. Mais les auteurs (Yue et al.) avancent l'hypothèse que PO auraient pour parent paternel les P. ussuriensis sauvages et parent maternel des cultivars de P. pyrifolia, croisés pour améliorer la qualité des fruits.

## Histoire
Les domestications des poires asiatiques  et européennes se sont déroulées de manière indépendante. La domestication du poirier suppose que la technique de greffage soit bien maîtrisée. Par expérience, les arboriculteurs ont en effet appris que la meilleure manière de multiplier un poirier intéressant était d'en greffer un rameau, alors qu'en semant ses graines on pouvait retourner à l'état sauvage ou produire des fruits de piètre qualité.
Europe

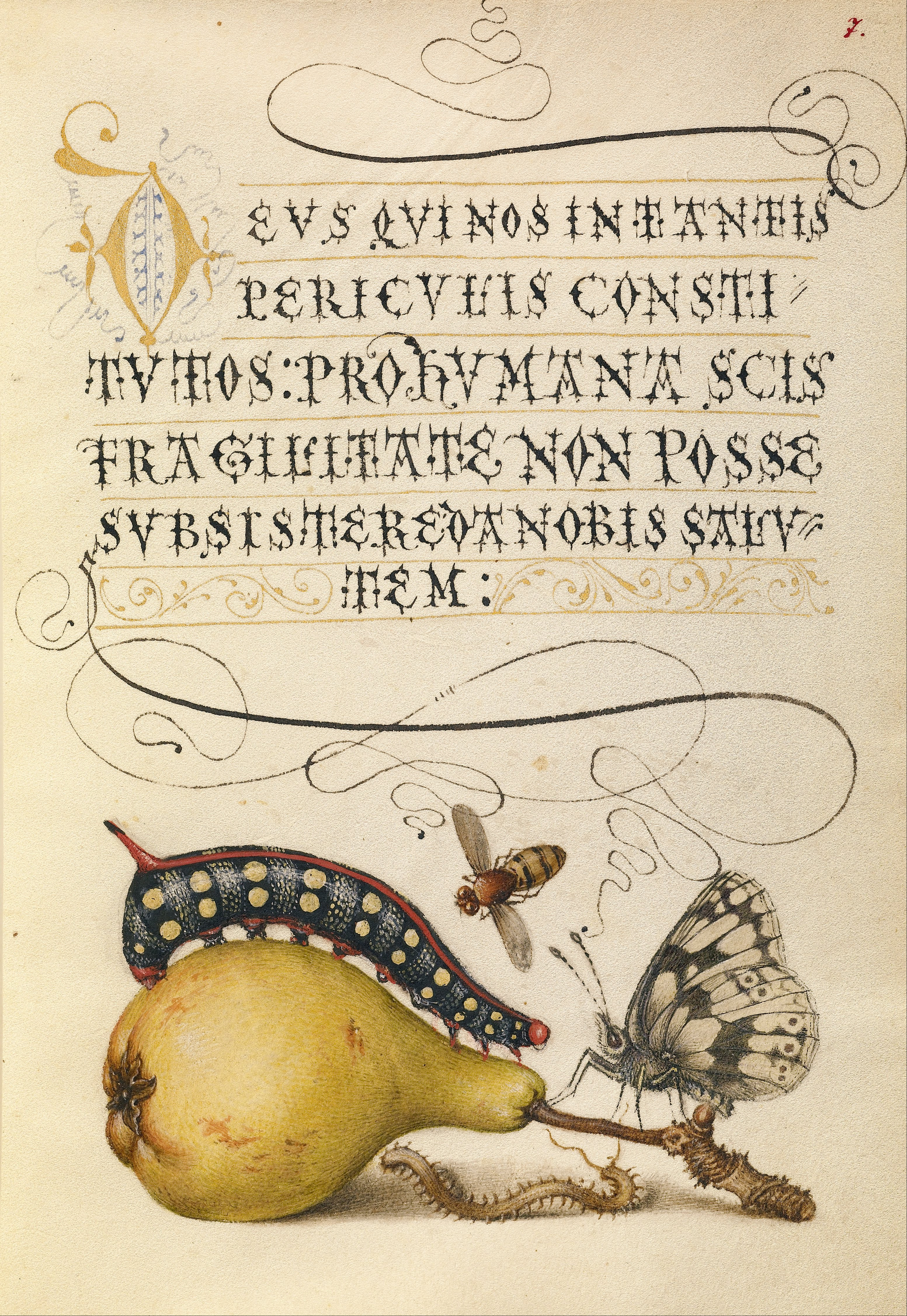
Fly, Caterpillar, Pear, and Centipede (mouche, papillon, poire et mille-pattes), enluminure de Joris Hoefnagel (1542 - 1600).

La poire commune produite par Pyrus communis L., a été domestiquée dans une vaste région couvrant l'Europe tempérée et le Caucase, à partir d'espèces sauvages (P. pyraster en Europe et P. caucasica en Asie de l'Ouest). Les écrits grecs du VIIIe siècle avant notre ère, mentionnent des « poiriers cultivés », ὄγχνη / ónkhnê : Homère dans l'Odyssée parle des jardins bien soignés d'Alcinos et Läerte où poiriers, oliviers, figuiers et vignes sont bien entretenus. Le premier botaniste, Théophraste (-372; -288), dans Recherches sur les plantes, distinguait les poiriers cultivés (apios ou ónkhnê) des poiriers sauvages (akhras) et donnait les techniques de greffage en fente et en écusson pour multiplier les arbres fruitiers cultivés. La culture de la poire s'est par la suite largement diffusée sous l'Empire romain et a atteint la France à cette époque. Les poiriers parviennent en Amérique du Nord dès le XVIe siècle, avec les premiers immigrants (les variétés les plus cultivées étant la Bartlett et l'Anjou). La poire est actuellement très largement cultivée en Europe, Amérique du Nord et du Sud, Afrique, Australie et Nouvelle Zélande.
La tradition rapporte que les souverains venant se faire sacrer dans la cathédrale Notre-Dame de Reims, recevaient en cadeau une poire et une coupe de champagne. Charles X en dégusta également lors de son sacre en 1825 tandis que le maire de Reims lui disait : « Nous vous offrons ce que nous avons de meilleur : nos vins, nos poires et nos cœurs. »
Des informations supplémentaires se trouvent dans Poirier#Ancêtres sauvages.
Chine
D'après Richard Bell et Akihiro Itai, Zohary et al., Simmonds et al. et Wu et al., les espèces cultivées chinoises sont issues des ancêtres sauvages suivants :
- Pyrus bretschneideri, 鸭梨 yali, la « poire Ya » ou 白梨 bai li[25] la « poire blanche », l'espèce principale dans la Chine du Nord et du Centre
- Pyrus pyrifolia (Burm.) Nakai[n 9], 沙梨 shali, la poire nashi, l'espèce principale au Japon, Chine du Sud et du Centre, Taiwan et Corée
- Pyrus ussuriensis, Maxim., 秋子梨 qiuzi li, la poire de l'Oussouri
- Pyrus sinkiangensis Y.T. Yu, 新疆梨 xinjiang li, poirier du Xinjiang, originaire du Xinjiang, cultivée au Gansu, Qinghai et Shaanxi
- Pyrus pashia P. Don., 川梨 chuan li, cultivé en Inde du Nord, Népal, Thailand, Vietnam, et Chine méridionale (Yunnan).

Mais la grande variété génétique des poiriers chinois cultivés tient probablement aussi à son enrichissement par hybridation et introgressions, de beaucoup d'espèces de poiriers sauvages qui sont interfertiles et croissent dans la même zone.
Le plus ancien texte chinois, le Classique des vers (诗经, shijing), est une anthologie de poèmes composés entre le xie au ve siècle av. J.-C.  provenant de la Plaine centrale. Plusieurs poèmes mentionnent de petits arbres fruitiers apparentés aux poiriers nommés par les caractères 檖 sui, 杜 du ou 棠 tang  mais jamais par le caractère actuel 梨 li qui n’apparaîtra dans les textes que plus tard (à la période des Royaumes combattants). Pour Geng Xuan (1974),  le poirier sui (檖 caractère de chinois classique disparu) serait un petit poirier sauvage que Geng Xuan identifie à Pyrus calleryana (portant une petite pomme sphérique très dure, de 1 cm de diamètre, astringente). Les poèmes 119 et 169 mentionnent 杜 dù qui pourrait être Pyrus pyrifolia, ou bien identique à 甘棠 gāntáng (d'après certains dictionnaires) portant de fruits sphériques, mais le contexte ne permet pas de savoir si le poirier est sauvage ou cultivé. Le dernier 棠 tang apparaît dans 甘棠 gāntáng (poème 16) qui pourrait être Pyrus betulifolia[réf. souhaitée], donnant de petits fruits sphériques roux. Les gantang servent de porte-greffe aux poiriers cultivés. 
Tous ces termes chinois désignent de petits poiriers sauvages, aux fruits sphériques de petite taille, sans qu'on sache véritablement mettre un nom d'espèce dessus.
Ces indications restent trop incertaines pour nous éclairer sur quel arbre fruitier a été domestiqué, quand et où. 
Le Qi Min Yao Shu, un ancien livre d'agronomie écrit par Jia Sixie en 533-544, mentionne 17 cultivars de poiriers, selon Teng et Tanabe.
La technique de greffage est connue en Chine depuis l'Antiquité. La première description précise de cette technique provient de Fan Shengzhi 氾勝之, un eunuque au service de Cheng Di, l'empereur des Han occidentaux, qui régna de -32 à -7. Elle concerne la fusion de tiges de gourde entre elles. La seconde attestation datant du IIe siècle est fournie par le Shuowen Jiezi, un dictionnaire de caractère qui à l'entrée jie 椄 indique « joindre des arbres » ce qui a été interprétée comme « greffer ». Jusqu'au VIe siècle, il y a relativement peu de référence au greffage (Métaillé). Il y a une attestation intéressante d'un poème de Sou Xin 廋信 (502-557) intitulé feng li shi 奉梨诗, qui indique que les poiriers de la variété han xiao, après greffage 接枝 jiezhi, donnent des poires plus parfumées.
Une variété anglaise de pommier commun d'Europe P. communis a été introduite en Chine en 1871 (à Yantai au Shandong) par un missionnaire américain. Elle a reçu le nom de bali 巴梨 ou xiyang li 西洋梨 «poire occidentale ». Elle est cultivée principalement dans les péninsules du Shandong et du Liaodong[réf. souhaitée], autour du golfe de Bohai..

## Économie

### Production

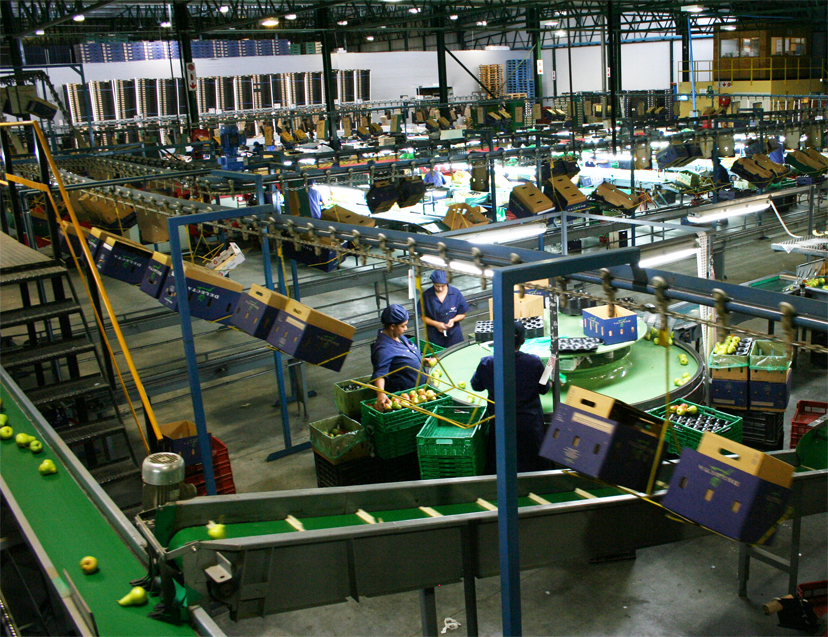
Atelier de conditionnement de poires à Ceres (Afrique du Sud).

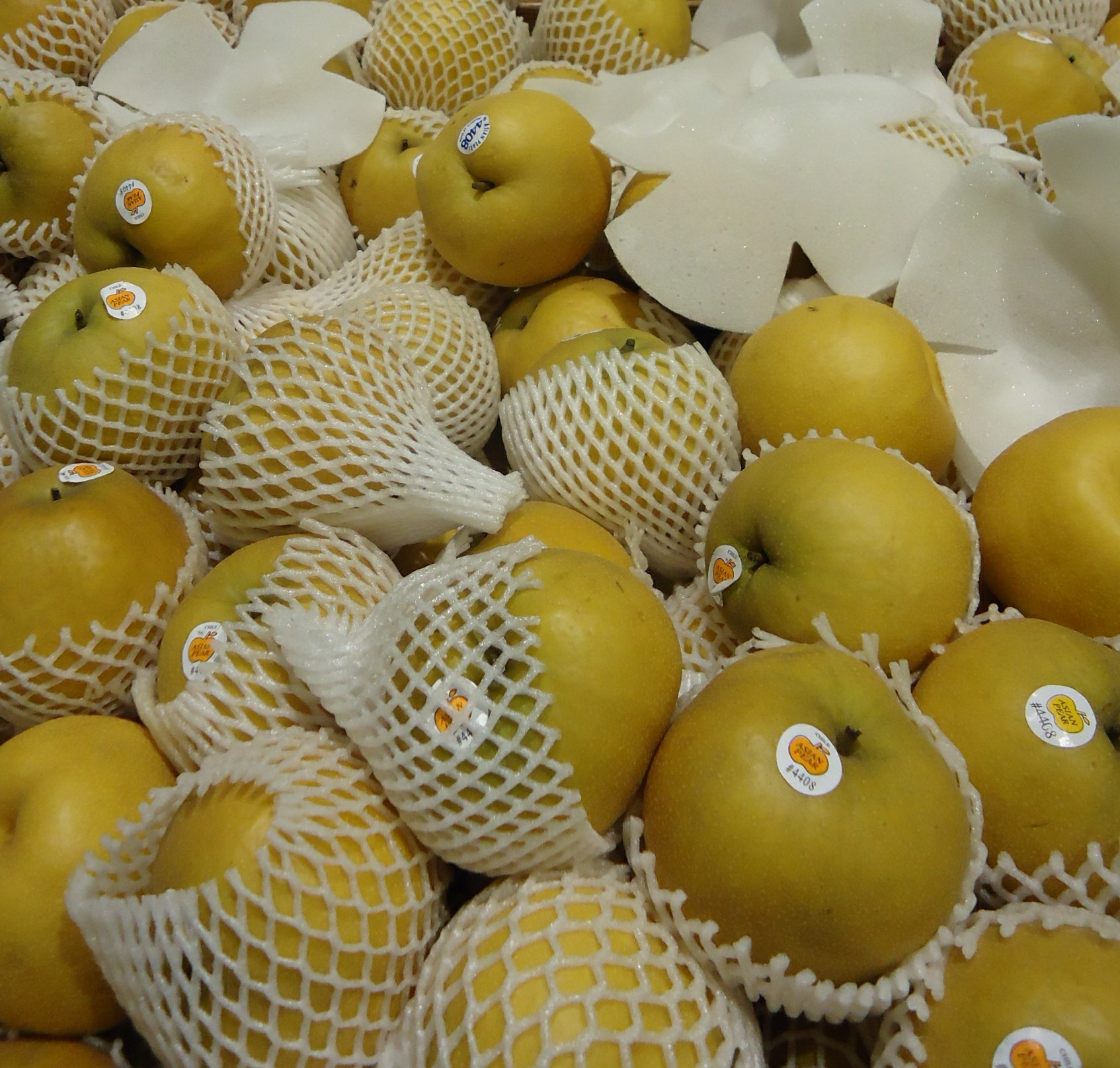
Poires d'Asie en emballage de type isomo.

Selon les statistiques de la FAO, les principaux pays producteurs de poires sont :
| Pays             | 2005       | 2017       |
| ---------------- | ---------- | ---------- |
| Chine            | 11 436 697 | 16 527 694 |
| Argentine        | 748 727    | 930 340    |
| Italie           | 925 905    | 772 577    |
| États-Unis       | 746 900    | 677 891    |
| Turquie          | 360 000    | 503 004    |
| Espagne          | 639 809    | 360 957    |
| Union européenne | 1 859 126  | 2 473 742  |
| Monde            | 19 376 711 | 24 168 309 |

Les catégories statistiques de la FAO agrègent toutes les espèces cultivées comestibles de Pyrus.
L'Italie a été jusqu'en 1976, la première productrice mondiale de poires, année où la Chine l'a dépassé. Entre 1993 et 2014, la production chinoise a connu une progression fulgurante (en 22 années, la production a été multipliée par 20). Elle s'est par la suite un peu tassée, mais reste très loin au-dessus de tout le monde (avec 66 % de la production mondiale en 2017). La production chinoise commerciale s'appuie sur quatre classes de cultivars de poires asiatiques : les poires chinoises blanches les plus importantes, puis les poires chinoises sableuses et les poires de l'Oussouri. La production se situe principalement dans les quatre provinces suivantes : Anhui 安徽, Hebei 河北, Shandong 山东, Liaoning 辽宁[réf. souhaitée]. La variété Dangshansuli (砀山酥梨) de P. bretschneideri est la poire asiatique la plus importante au monde sur le plan commercial. Cultivée depuis plus de 500 ans, sa production annuelle est de 4 millions de tonnes.
Par la suite, l'Italie est restée en seconde position jusqu'en 1989, année à partir de laquelle les États-Unis l'ont rattrapé. Depuis les deux pays sont au coude à coude, alternant en tête suivant les récoltes.
L'Argentine qui était en quatrième position, a dépassé les États-Unis et l'Italie en 2012. L'Union européenne en a produit 2,4 millions de tonnes en 2017, principalement en Italie suivie de l'Espagne puis de la Belgique.
Les contraintes de la distribution moderne ont limité à une dizaine les variétés de grande culture. Dans ce cadre, les poires dont la chair est tendre à maturité, sont la plupart du temps transportées soit dans des plateaux de carton alvéolés, soit dans un conditionnement de type isomo car le carton tend à altérer le goût de ces fruits. Le standard commercial est un fruit pesant environ 120 grammes et dont la couleur varie du vert au jaune,.

#### Production en France
En 2017, la France en a produit 118 419 tonnes, essentiellement en région Provence-Alpes-Côte d’Azur (Bouches-du-Rhône, Vaucluse et Hautes-Alpes représentant 50 % de la production française), en région Rhône-Alpes (Drôme, 17 %) et dans le Centre-Val de Loire (Loiret, 7 %). Elle est aussi cultivée dans le Sud-Ouest (Lot-et-Garonne) et dans le Nord (Aisne).
Au 1er octobre 2022 la production française de poires de table est estimée à 143 000 tonnes. La surface en production est de 5 900 hectares, dont 2 300 en région PACA, en progression de 8 % en 5 ans.

### Consommation
La poire est le sixième fruit le plus consommé en France, avec 5 kg par an et par ménage acheteur,. L'ordre est pommes, bananes, oranges, clémentines, pêches, poires.

## Utilisations de la poire européenne

### Alimentation

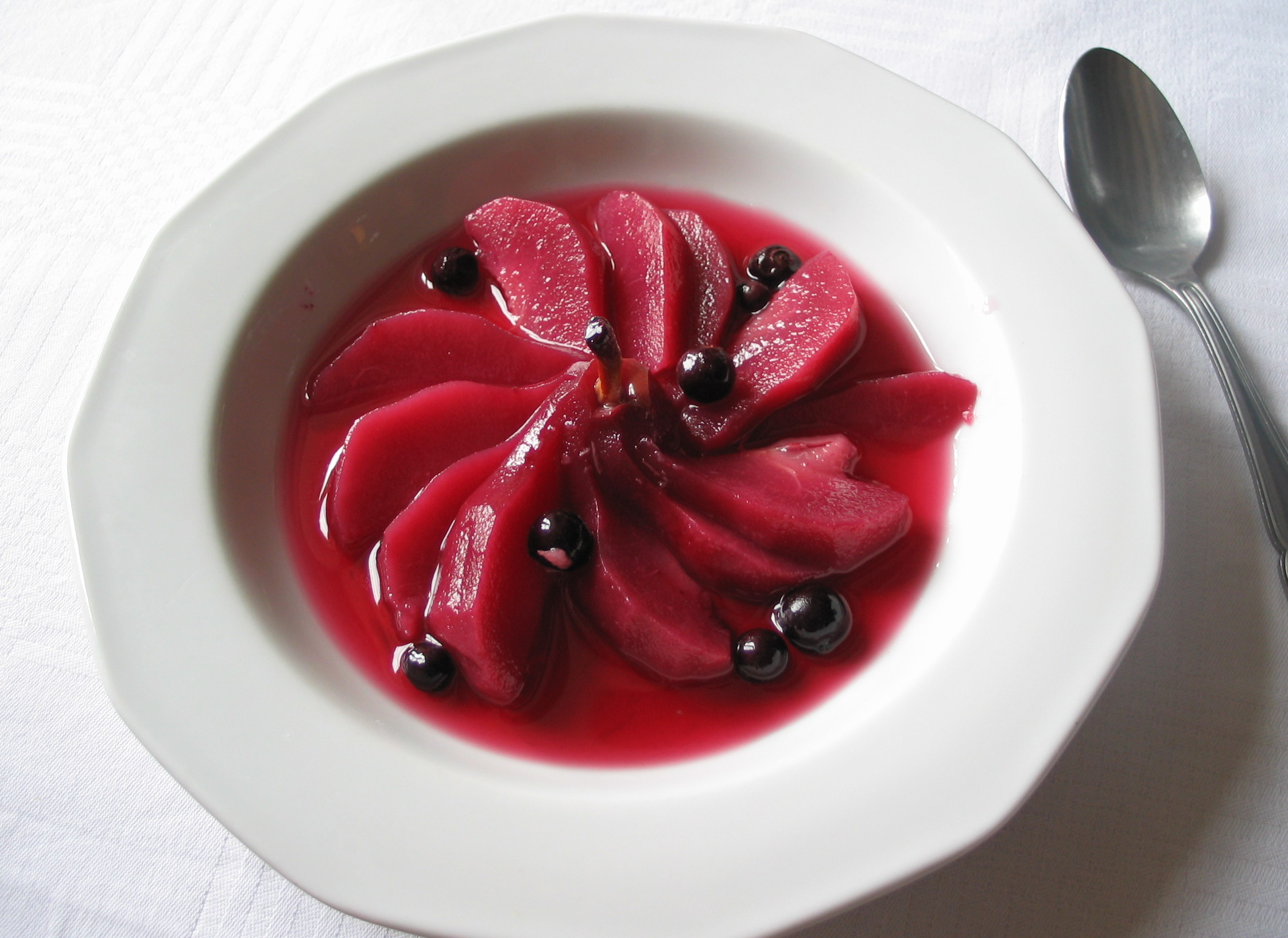
Poire au sirop de cassis, plat de dessert.

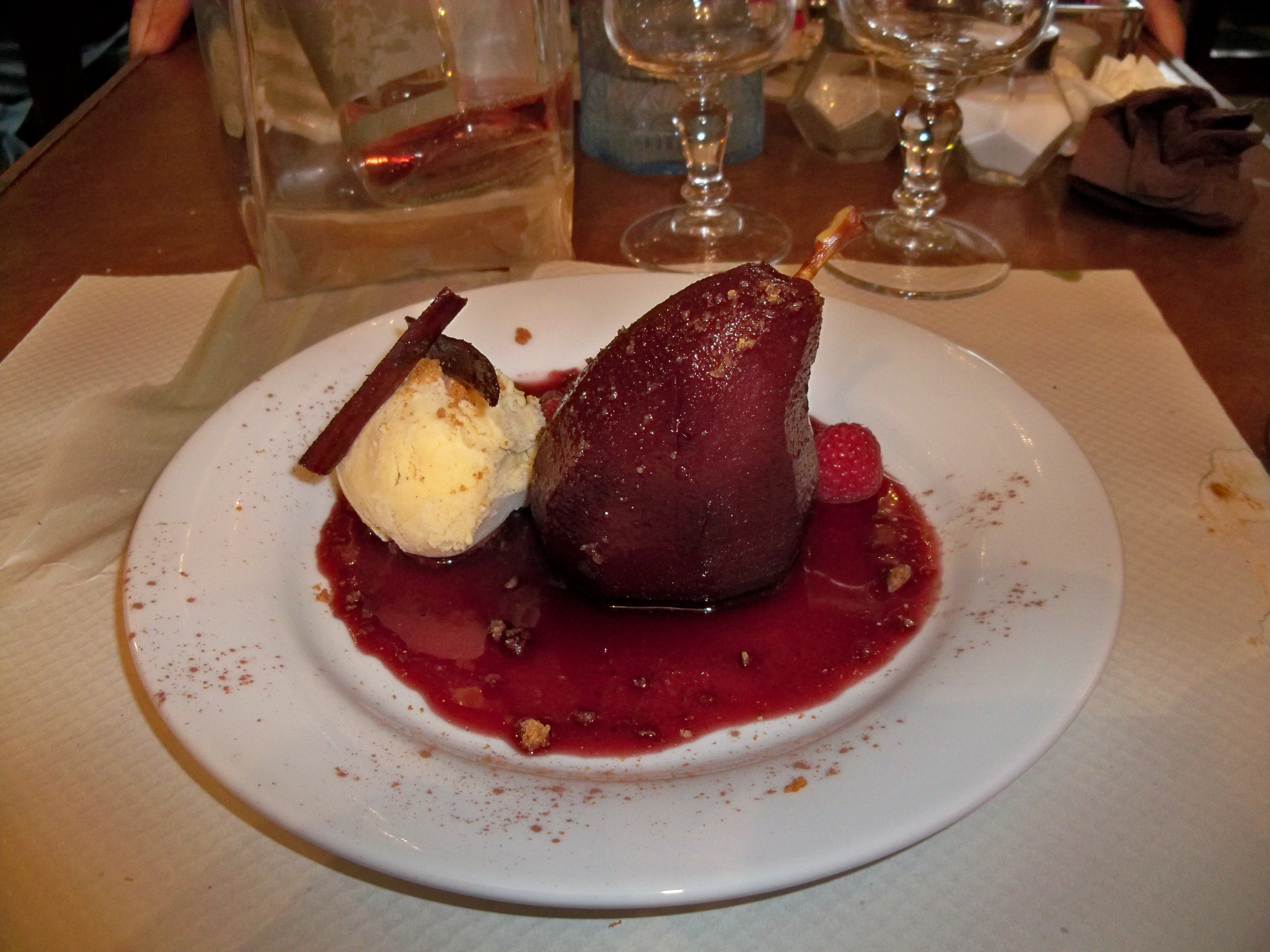
Poire au vin et à la cannelle accompagnée d'une boule de glace à la vanille.

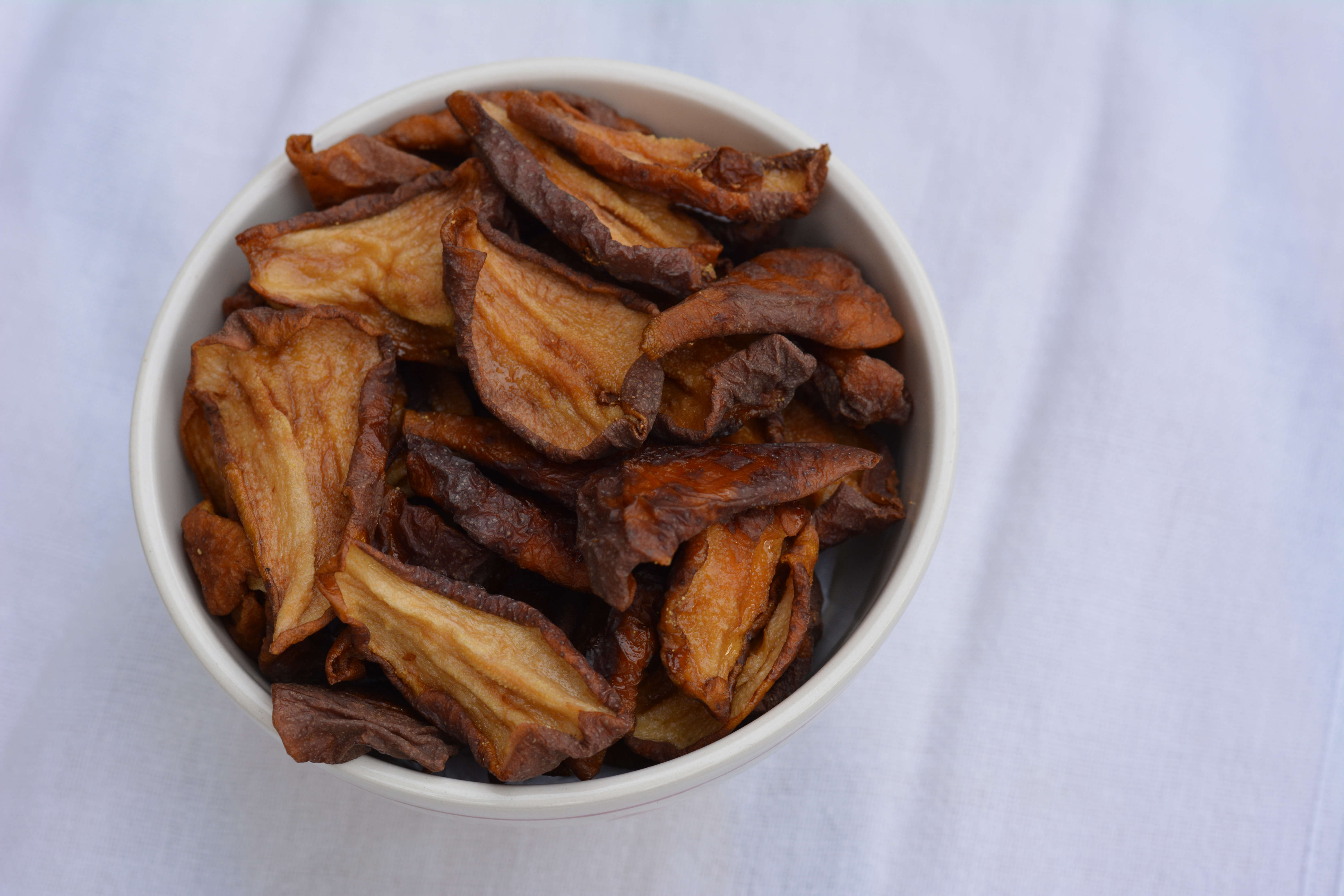
Poires séchées.

On distingue les poires de bouche, les poires à cuire et les poires à cidre. Les poires de bouche sont les plus fréquentes sur les étals.
Quand elle est mûre à point, elle peut être mangée en l'état, avec ou sans sa peau. Le dessert composé d'une poire pochée au sirop, d'une boule de glace à la vanille, de chantilly et de chocolat chaud est appelé « Poire Belle Hélène ». On peut en faire des compotes, charlottes, mousses et bavarois.
Le jus de poire fermenté donne une boisson légèrement alcoolisée appelée poiré.
 Les poires peuvent également être utilisées pour produire de l'eau-de-vie. La plus connue d'entre elles s'obtient à base de la poire Williams l'alcool produit est appelé communément Williamine ou familièrement poire. La bouteille de Williamine contient le plus souvent une poire en son centre. Pour ce faire, les producteurs introduisent les jeunes pousses de poires encore accrochées au poirier dans des bouteilles qu'ils suspendent aux branches. En grandissant, la poire devient impossible à ressortir. L'espace restant est rempli de Williamine.
Elles peuvent être séchées pour être consommées en période de basse production ou pour des préparations culinaires particulières. Il faut 3 à 4 kg de poires fraîches, cueillies légèrement avant maturité, pelées (en gardant le pédoncule), soufrées, séchées et pressées, pour obtenir un kilo de poires séchées. 
En France le séchage des poires est peu fréquent ; le cas échéant les variétés Curé, Virgouleuse, Sarrazin et d'autres donnent de bons résultats. Voir aussi la poire tapée.
Le séchage est beaucoup plus répandu en Suisse notamment pour les variétés Langbirne ou d'Etrangle.
En Europe les poires séchées sont produites de façon industrielle au Tyrol, en Styrie, en Istrie, en Illyrie, en Bohême, en Moravie, dans le Wurtemberg... qui fournissent au-delà de la Baltique. On utilise de préférence des variétés à long pédoncule (Rousselet, Beurré d'Angleterre en Suisse ; Rousselet, Verte-longue, Spitzbirne, Glasbirne sur les bords du Rhin). Une poire de qualité moyenne, la Bougeotte, est produite sur les bords de la Saône et expédiée en Franche-Comté pour la sécher.
Dans la région de Basse-Engadine en Suisse, les poires séchées sont un ingrédient essentiel du pain de Scuol, dit « pan grond ».
Propriétés médicinales
La poire pelée a des propriétés antidiarrhétiques.
Les poires et les feuilles de poirier ont des propriétés diurétiques. On fait infuser pendant 20 minutes, 100 g de jeunes feuilles pour un litre d'eau bouillante ; on peut ajouter dans la préparation une poire finement divisée.

### Analyse nutritionnelle

#### Poire européenne
La composition nutritionnelle de la poire européenne Pyrus communis est donnée dans le tableau ci-contre tiré de la base Ciqual.
Nutriments
Avec 55 kcal pour 100 g, la poire est un fruit assez peu énergétique car il comporte 83 % d'eau. 
Ses teneurs en glucide de 10,9 g/100g  et en fibres de 2,9 g/100g sont proches des teneurs moyennes des fruits. La teneur en glucide peut varier de 10 à 14 g/100g car elle dépend des variétés, des conditions climatiques et du degré de maturité. Le fructose est le constituent principal des glucides (70 %) suivis par de plus petites quantités de glucose et saccharose. La poire contient aussi un polyol avec un fort pouvoir sucrant, le sorbitol, au taux de 1,89 g/100g. Si durant la dernière partie de la croissance, le poirier connait une pénurie d'eau, la teneur de ses fruits en fructose, glucose et sorbitol augmentera. Comparées aux pommes, les poires ont des teneurs supérieures en fructose et sorbitol. Et comparées aux poires asiatiques très riches en eau, les poires européennes apportent plus de sucres et donc de calories. 
Les fibres alimentaires de la poire sont constituées de 71 % de fibres insolubles (celluloses, hémicelluloses, et lignine (à l'état de traces) et de 29 % de fibres solubles (pectines).
Les acides organiques comme l'acide malique et l'acide citrique sont présents à raison de 0,3 g/100g et donnent à la poire sa légère saveur acidulée. La variété 'William Bon Chrétien' contient plus d'acide citrique que d'acide malique, alors que 'Concorde', 'Conférence' ne présentent pas de trace d'acide citrique.
Elle est riche en vitamine C (surtout située dans la peau) et vitamine B9 (avec plus de 5 % des valeurs nutritionnelles de référence).
En ce qui concerne les minéraux, la poire est riche en cuivre et  potassium.
Composés phytochimiques
D'après les données de la base Phenol-Explorer, la poire contient les composés phénoliques suivants :
| Flavanols                                                          |
| (+)-catéchine:0,28 ; (-)-épicatéchine:3,77                         |
| Flavonols                                                          |
| Isorhamnétine 3-O-glucoside: 0,45 ; Quercétine 3-O-glucoside:0,21  |
| Acides phénoliques                                                 |
| Acide gentisique:0,54 ; Acide 5-caféylquinique:11,27               |
| Lignanes                                                           |
| Laricirésinol:15,50 ; Pinorésinol:3,40 ; Secoisolaricirésinol:0,06 |

Dans une étude de la composition phénolique de 19 cultivars de poire menée par Brahem et al., il a été trouvé cinq classes de composés phénoliques: des flavan-3-ols, flavonols, acides phénoliques, anthocyanes et hydroquinones. La teneur totale en phénols varie entre 10 mg/100g de poids frais (FW) (pour le cultivar « Conférence ») et 860 mg/100g de FW (pour le cultivar « Plant De Blanc ») dans la chair et entre 160 mg/100g de FW (cultivar « William vert ») et 4 040 mg/100g FW (cultivar « Arbi Chiheb ») dans la peau. Les poires de bouches tunisiennes et les poires à poiré françaises sont les plus riches en procyanidines avec un très haut degré de polymérisation pour les poires tunisiennes. 
La mesure de l'activité antioxydante de la pulpe et de la peau de poires du cultivar S. Giovanni (Pyrus communis) sur cinq accessions a donné les valeurs moyennes suivantes :
|       | FRAP mmol Fe2+/kg | FRAP mmol Trolox/kg |
| Peau  | 10,10             | 5,30                |
| Pulpe | 1,85              | 1,04                |

On constate que l'activité antioxydante est plus de 5 fois supérieure dans la peau que dans la pulpe. En outre, il y a une relation directe entre la teneur totale en composés phénoliques et l'activité antioxydante totale dans les extraits phytochimiques de la peau et de la pulpe.

#### Poire asiatique
L'analyse compositionnelle de la poire asiatique est proche de celle de la poire européenne. Nous prenons le cas de la poire japonaise d'après les données USDA.
Il apparait en premier une teneur en eau plus élevée : 88,25 % contre 83,5 % pour la poire européenne. 
Par contre les teneurs en glucide (10,65 g/100g), en protéines (0,5 g/100g) et en lipides (0,23 g/100g) sont des mêmes ordres de grandeurs. 
Les micronutriments sont aussi à des teneurs proches.
Chez la poire nashi, les principaux composés phénoliques sont les pectines (0,9 %) l'arbutine, et l'acide chlorogénique.

## Symbolique et usage trivial du mot

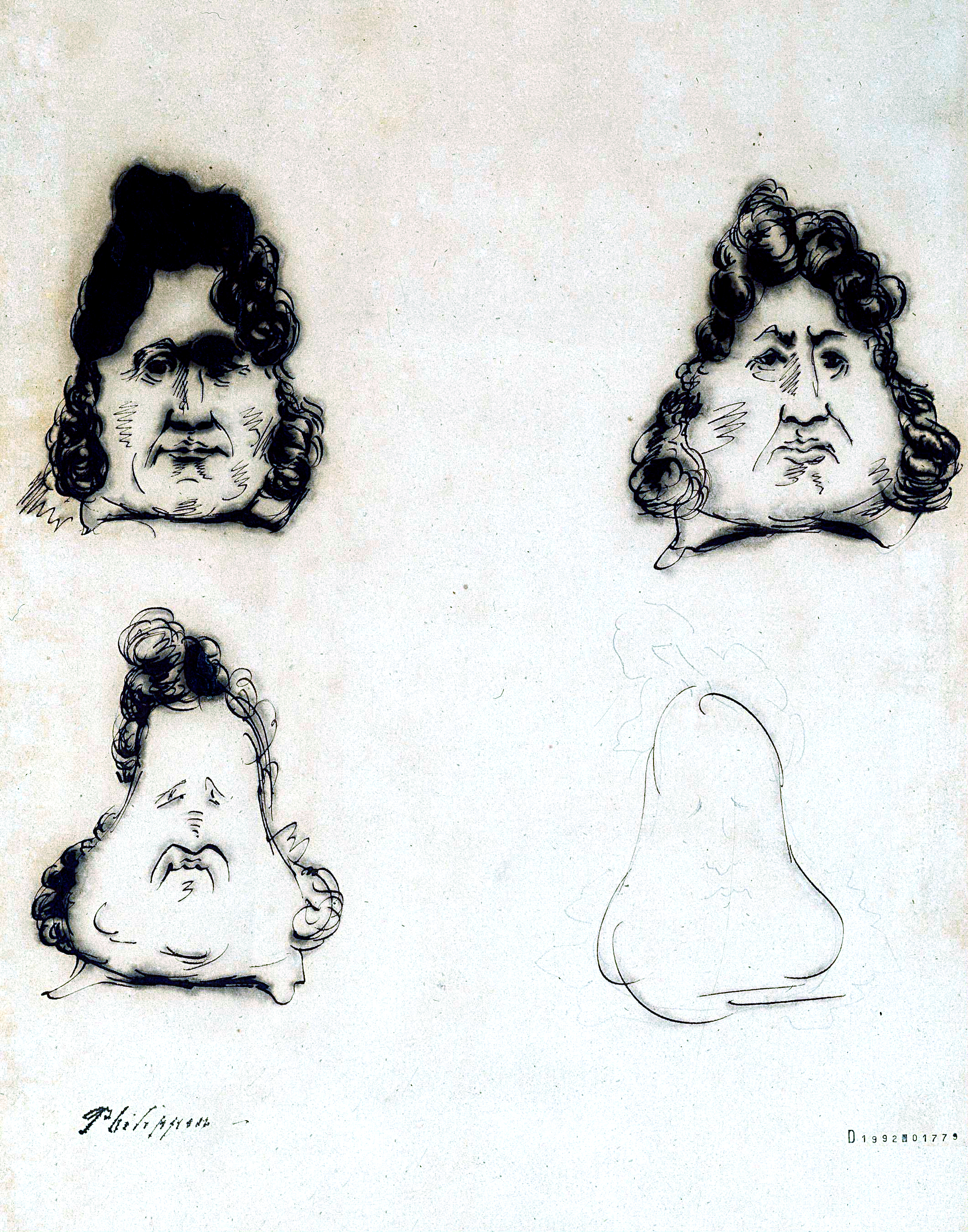
Les Poires : Louis-Philippe métamorphosé en poire par Charles Philipon.

- Dans le langage courant, la poire a une connotation plutôt péjorative ; « prendre quelqu'un pour une poire », c'est le considérer comme un imbécile que l'on peut facilement berner. Au XIXe siècle, les caricaturistes s'en sont donné à cœur joie contre le roi Louis-Philippe Ier qu'ils aimaient portraiturer sous la forme d'une poire. En Allemagne, la même dénotation était utilisée après 1982 pour Helmut Kohl par le caricaturiste Hans Traxler dans le journal satirique Titanic[44] et après était utilisée généralement comme surnom péjoratif pour le chancelier[45].
- En 1977, Renault connaissait un fiasco commercial avec le modèle R14, notamment du fait de son moteur bruyant et de son allumage sensible à l'humidité. Pour essayer de redorer le blason de cette voiture, une campagne publicitaire a été montée par Publicis, où la ligne de cette voiture était imprudemment comparée à celle d'une poire. L'agence pensait mettre en avant les lignes rondes et le goût sucré de ce fruit, et ainsi l'idée de confort et de satisfaction. Cet humour au deuxième degré ne fut pas compris : les acheteurs potentiels ont-ils pu avoir l'impression qu'ils seraient pris pour une poire si on les voyait au volant de cette voiture ? Toujours est-il que cette campagne a marqué la profession des publicitaires au point de devenir l'archétype d'un ratage complet[46].

Trois poires sur le drapeau du Worcestershire.

- Le comté anglais du Worcestershire a trois poires noires sur son drapeau officiel depuis avril 2013[47].
- On garde une poire pour la soif signifie que l'on garde des réserves.
- Faire avaler des poires d'angoisse à quelqu'un, c'est lui donner du chagrin.
- Il ne lui promet pas poires molles se dit lorsqu'un homme en menace un autre.
- Entre la poire et le fromage c'est sur la fin du repas, lorsque la gaieté que donne la bonne chère fait qu'on parle librement. Cette expression ancienne date du temps où l'on mangeait une poire après le plat principal, pour se rincer la bouche avant le fromage[48]. La poire fournissait alors un apport végétal à une époque où les légumes étaient moins représentés dans l'alimentation.
- Une poire molle désigne quelqu'un qui manque de volonté, de caractère.
- La poire est aussi le visage (s'en prendre plein la poire signifie qu'on prend un choc de face ; se fendre la poire veut dire « rire aux éclats »).
- Une bonne poire se dit d'une trop bonne personne dont on profite souvent.
- Couper la poire en deux signifie passer un compromis, faire un arrangement.
- En Chine, où la population a tendance à être superstitieuse, il est très mal vu de partager une poire avec quelqu'un. En effet, en chinois, partager une poire se dit fēnlí (分梨), verbe homophone à fēnlí (分离) qui signifie quitter quelqu'un, se séparer.
- Pèle la pêche à ton ami et la poire à ton ennemi, fait référence à la palatabilité respective de la peau de ces deux fruits.

## Divers
- La poire de bouchet[49] peut être confondue avec la poire du boucher, un morceau de boucherie.
- La poire voit son nom attribué au 3e jour du mois de brumaire du calendrier républicain ou révolutionnaire français[50], généralement chaque 24 octobre du calendrier grégorien.